# Milionia pericallis
Milionia pericallis là một loài bướm đêm trong họ Geometridae.